# Voajerizem
Voajerizem ali voyeurizem je parafilija, pri kateri posameznik spolno vzburjenje in sledeče zadovoljstvo doživlja ob spremljanju intimnih početij drugih, kot so denimo slačenje, spolni odnos ali druge aktivnosti, ki se jih dojema kot zasebne. Oseba, ki prakticira voajerizem, se imenuje voajer.
Izraz voajerizem izvira iz francoskega voir, ki pomeni "videti". Moškemu voajerju se pogosto reče "Kukajoči Tom" (Peeping Tom); termin, ki ima svoje poreklo v legendi o Lady Godivi.
Ameriško psihiatrično združenje (American Psychiatric Association) je v Diagnostičnem in statističnem priročniku duševnih motenj (DSM) voajeristične fantazije, nagone in vedenjske vzorce, ki jim oseba podleže oziroma posamezniku tovrstna vedenja povzročajo stiske, klasificirala kot parafilijo. V ICD-10 je stanje opisano kot motnja seksualne preference. Četrta izdaja DSM voajerizem definira kot parafilijo, kjer oseba opazuje nič hudega sluteče posameznike, običajno neznance, ki so goli in v procesu slačenja ali spolne aktivnosti. Diagnoze voyeurizma se ne daje ljudem, ki se ob pogledu na goloto ali spolno aktivnost zgolj vzburijo. Pri voajeristični motnji se morajo simptomi pojavljati vsaj šest mesecev, medtem ko mora biti posameznik polnoleten.

## Zgodovina
Obstaja le malo akademskih raziskav, ki se posvečajo voajerizmu. Ko so leta 1976 objavili pregled, je bilo na voljo le 15 virov. Voajerji se pojavljajo že precej časa. Bili so denimo pogosti v pariških bordelih 19. stoletja, kjer so plačevali, da so lahko opazovali spolne aktivnosti, skozi za to narejene luknjice. Formalne medicinsko-forenzične prepoznave voajerji niso bili deležni vse do 1890-tih.
Družba je termin voajer uporabljala za vsakogar, ki je opazoval intimna življenja drugih, pri čemer spremljane aktivnosti niso imele vselej seksualnega konteksta. Izraz je aktualen tudi v sodobnem času zaradi razvoja tehnologije, recimo resničnostne televizije in drugih medijev, ki ljudem omogočajo opazovanje privatnih življenj drugih.
Vzrok voajerizma razlaga psihoanaliza. Psihoanalitična teorija predlaga, da naj bi bil voajerizem posledica nesposobnosti sprejetja tako imenovane kastracijske tesnobe (anksioznosti) in neuspešnega poosebljenja z očetom.

## Razširjenost
Voajerizem ima visoke ravni prevalence (pogostosti). Prvotno se je mislilo, da se voajerizem pojavlja le v majhnem deležu populacije. Prepričanje se je spremenilo, ko je ameriški psiholog in biolog Alfred Kinsey ugotovil, da ima 30% moških raje koitus ob prižgani luči. To vedenje se sicer ne klasificira kot voajerizem po današnjih diagnostičnih standardih, v takratnem času pa je bilo le malo razlikovanja med normalnim in patološkim vedenjem. Nadaljnje raziskave so pokazale, da je 65% moških že skrivoma opazovalo spolne aktivnosti drugih, zaradi česar je bilo predlagano, da je vedenje široko razširjeno v populaciji. Študije so ugotovile tudi, da je voajerizem najpogostejše ilegalno seksualno vedenje. Ista raziskava je pokazala, da je 42% moških študentov, ki niso bili nikoli obtoženi zločina, že opazovalo druge v seksualnih situacijah. Zgodnejše študije kažejo, da ima 54% moških voajeristične fantazije in 42% jih je že prakticiralo voajerizem. Nacionalna švedska študija je ugotovila, da ima 7,7% populacije (obeh spolov) izkušnje voajerizma. Voajerizem naj bi se dogajal kar 150-krat bolj pogosto, kot to izkazujejo policijska poročila. Ista študija kaže, da obstaja visoka raven povezave med voajerji in ekshibicionisti. Velik delež voajerjev izkazuje tudi določene elemente ekshibicionističnega vedenja; kar 63% voajerjev je hkrati ekshibicionistov.

## Značilnosti
Zaradi relativne pogostosti voajerizma v družbi so ljudje, ki izkazujejo voajeristično vedenje, raznoliki. Kljub temu se pojavlja nekaj trendov, ki kažejo na posameznike, za katere je verjetneje, da bodo zašli v voajerizem. Zgodnje raziskave ugotavljajo, da so voajerji duševno bolj zdravi od posameznikov z drugimi parafilijami. V primerjavi z drugimi preučevanimi skupinami je bilo manj verjetno, da bodo voajerji alkoholiki ali uživalci psihoaktivnih drog. Novejše študije kažejo, da imajo voajerji v primerjavi s splošno populacijo pogostejše psihološke probleme, uporabljajo alkohol in mamila ter so bolj spolno motivirani. Ista raziskava poudarja, da imajo voajerji v primerjavi s splošno populacijo več spolnih partnerjev letno in so z večjo verjetnostjo imeli istospolnega partnerja. Tako zgodnje kot tudi poznejše študije so pokazale, da imajo voajerji prvi spolni odnos pri višji starosti. Po drugi strani nekateri članki ne opažajo razlike v spolni zgodovini voajerjev in preostalih. Voajerji, ki niso hkrati tudi ekshibicionisti, imajo navadno višji socioekonomski status kot voajerji z ekshibicionističnim vedenjem.
Podatki kažejo, da se voajerizem, kot tudi preostali tipi parafilij, pogosteje pojavlja pri moških. Nasprotno so študije pokazale, da so anketirani moški in ženske z enako verjetnostjo zatrdili, da bi se hipotetično poslužili voajerističnega vedenja. Le malo raziskav se posveča ženskih voajerkam. Ena izmed redkih študij je sicer obravnavala primer ženske, ki je imela tudi shizofrenijo, a je zaradi tega duševnega stanja posplošitev na splošno žensko populacijo omejena.
Voajerizem je bil povezan z obsesivno-kompulzivno motnjo (OKM). Kadar se voajerje obravnava enako kot obolele z OKM, se voajeristično vedenje umiri.

## Obravnava
Zgodovinsko so voajerizem obravnavali na različne načine. Posluževali so se denimo psihoanalize, skupinske psihoterapije in zdravljenja s šokom; uspešnost je bila le delna. Nekateri podatki kažejo, da se lahko za obravnavanje voajerjev uporablja tudi pornografija. Ideja temelji na principu, da imajo države s cenzurirano pornografijo višji delež voajerjev. Gledanje grafične pornografije in prebiranje pornografskih revij (recimo Playboya) naj bi omililo voajeristično vedenje zdravljenih voajerjev.
Voajerizem so psihiatri uspešno zdravili s pomočjo raznih antipsihotikov in antidepresivov. Na podatke je treba gledati z zadržkom, kajti bolniki, udeleženi v študiji, so imeli diagnosticirane tudi druge duševne probleme. Večji delež voajerjev ne potrebuje intenzivnega farmacevtskega zdravljenja. Uspešno zdravljenje voajerizma so dosegli raziskovalci, ki so voajerjem predpisali zdravila, uporabljana pri bolnikih z obsesivno-kompulzivno motnjo. Zabeleženih je več uspešnih primerov, kjer so bolnike zdravili s fluoksetinom (Prozacom) in voajeristično vedenje obravnavali kot kompulzijo (vsiljeno dejanje).

## Kriminologija
Voajeristično vedenje, pri katerem voajer opazuje nesluteče posameznike, se dojema kot spolno zlorabo. Kadar se voajer obsesivno posveča izbranemu posamezniku, se lahko vedenje opiše kot zalezovanje.